# زعتر (ادویه)

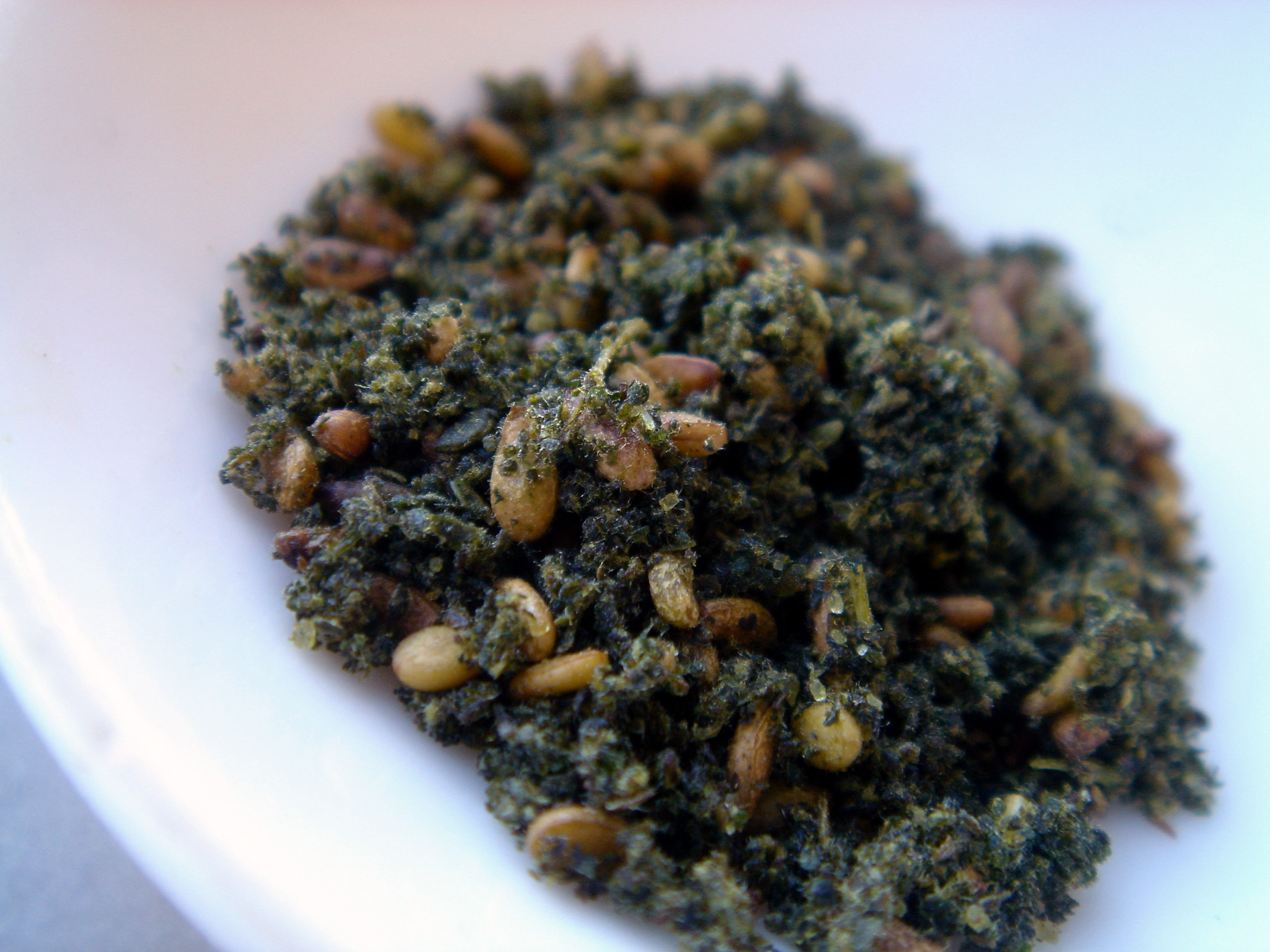
تصویر نزدیک از مخلوط ادویه زعتر، ترکیبی از سماق، کنجد و نمک

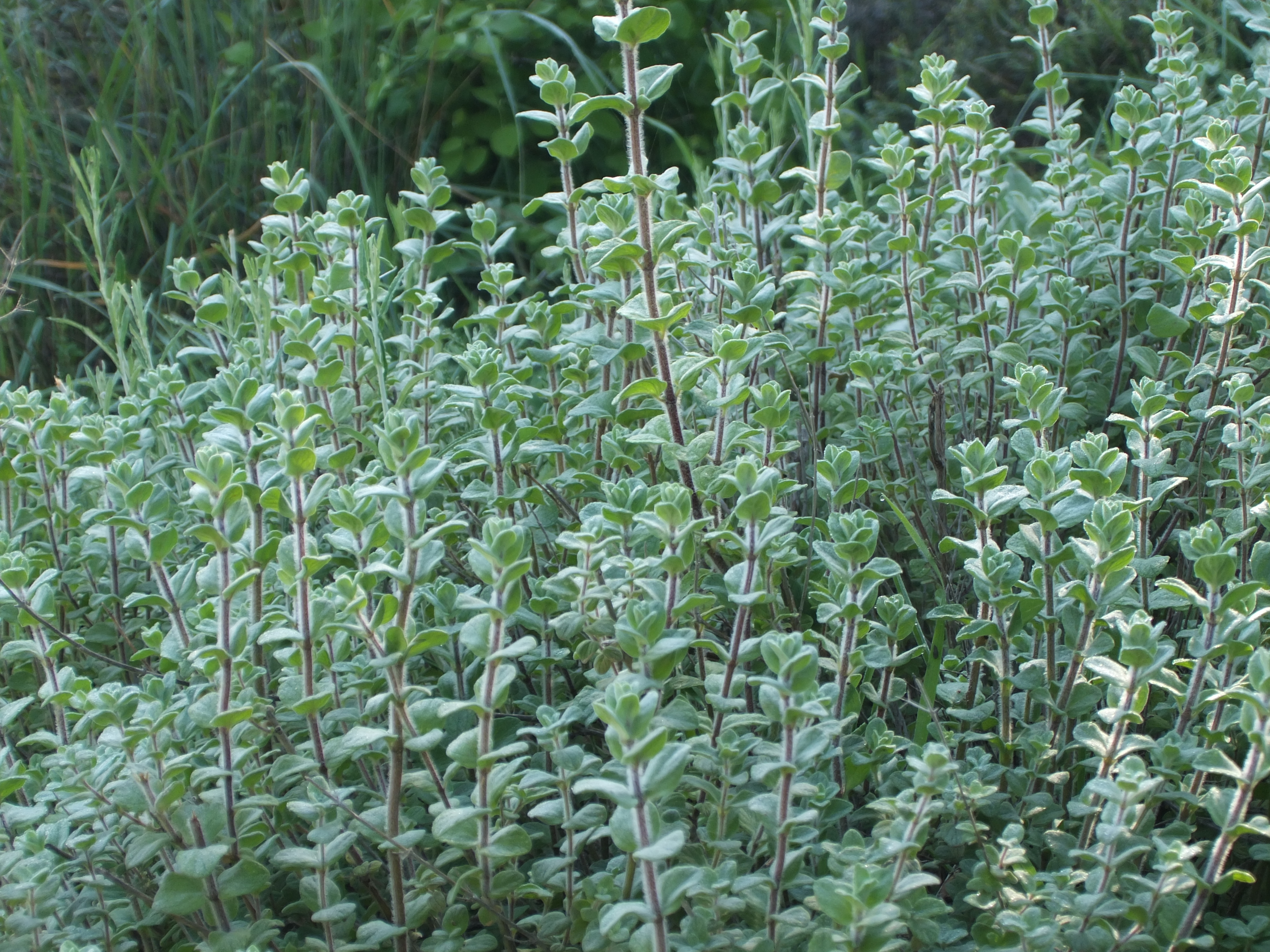
پونه کوهی در فصل بهار

زعتر به عربی: زَعْتَر نام گیاه و همچنین مخلوطی از ادویه است که ترکیبی از سبزیجات به همراه کنجد برشته شده، سماق خشک، نمک و سایر ادویه‌ها است. در این ادویه، ترکیبی از گیاهان دارویی مربوط به شام، مانند ارگانو، پونه کوهی، ریحانک، آویشن و مرزه است. نام زعتر به تنهایی به درستی در مورد پونه کوهی نیز صدق می‌کند که در کتاب مقدس عبری از آن یاد شده است.
مخلوط گیاهان و ادویه‌هایی که در آشپزی شام استفاده می‌شود، در سراسر منطقه خاورمیانه محبوب هستند.

## آماده‌سازی به عنوان چاشنی

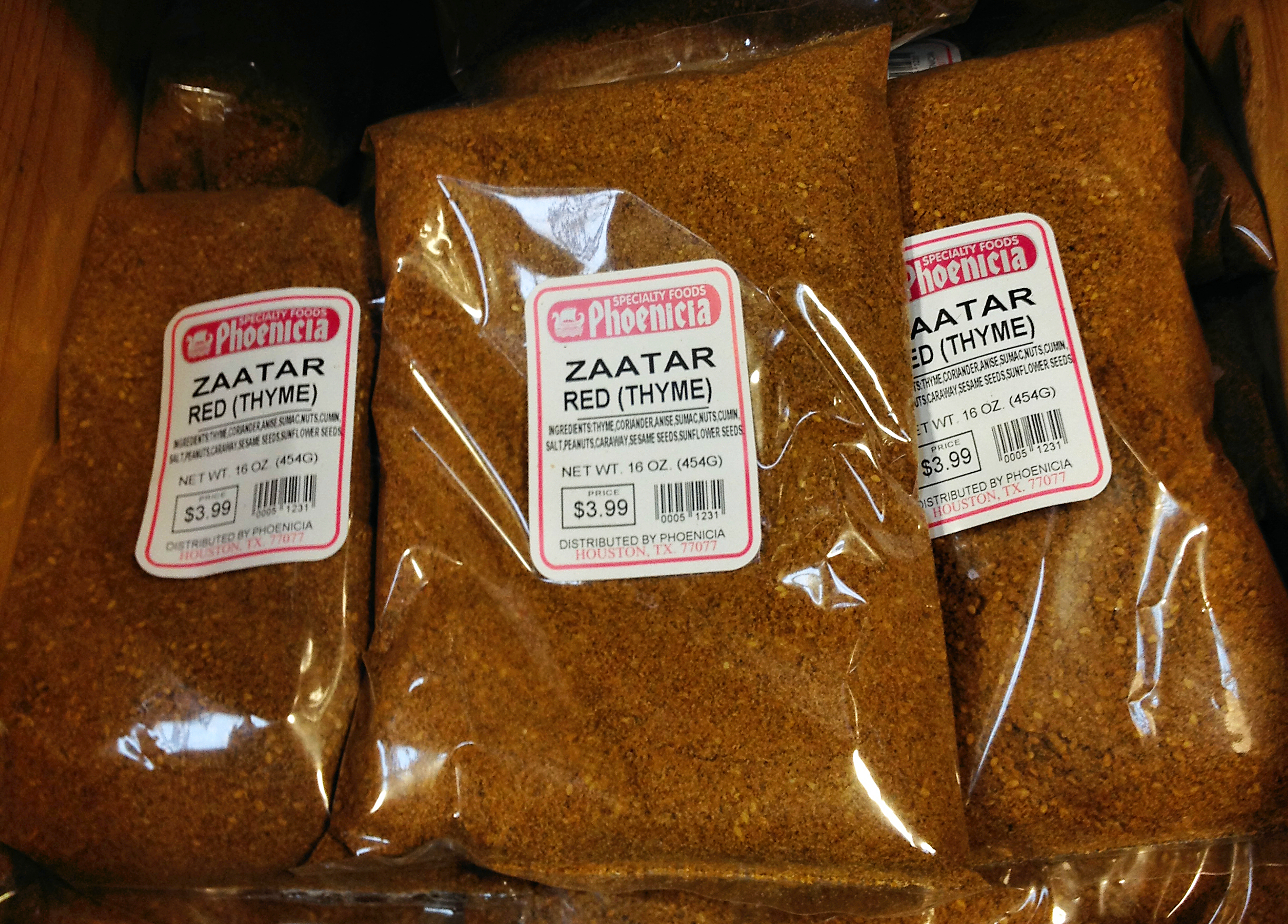
زعتر قرمز، حاوی سماق

زعتر به عنوان یک چاشنی آماده مخلوط با دانه‌های کنجد بوداده و نمک درست می‌شود، اگرچه ادویه‌های دیگری مانند سماق نیز ممکن است به آن اضافه شود. در مناطقی که ارگانو به راحتی در دسترس نیست، به جای آن آویشن، پونه کوهی، مرزنگوش یا ترکیبی از آنها استفاده می‌شود و برخی از گونه‌های تجاری نیز شامل گندم برشته می‌باشند. به‌طور سنتی، زنان خانه‌دار در سراسر هلال حاصلخیز، عراق، و شبه جزیره عربستان، انواع زعتر را برای خود می‌سازند.
برخی از انواع ادویه زعتر شامل تخم مرزه، زیره، گشنیز یا رازیانه نیز می‌باشند. یکی از گونه‌های مشخص زعتر فلسطینی شامل دانه‌های زیره سیاه است، در حالی که نوع لبنانی حاوی سماق بیشتری است و رنگ قرمز تیره ای دارد. مانند ادویه بهارات (مخلوط ادویه مصری از دارچین آسیاب شده، میخک و فلفل دلمه ای یا غنچه‌های رز) و سایر مخلوط ادویه جات محبوب در جهان عرب، زعتر آنتی‌اکسیدان بالایی دارد.
زعتر، هم گیاه و هم چاشنی، در الجزایر، ارمنستان، مصر، عراق، اسرائیل، کویت، اردن، لبنان، لیبی، مراکش، فلسطین، عربستان سعودی، سوریه، تونس و ترکیه رایج است.

## استفاده در آشپزی

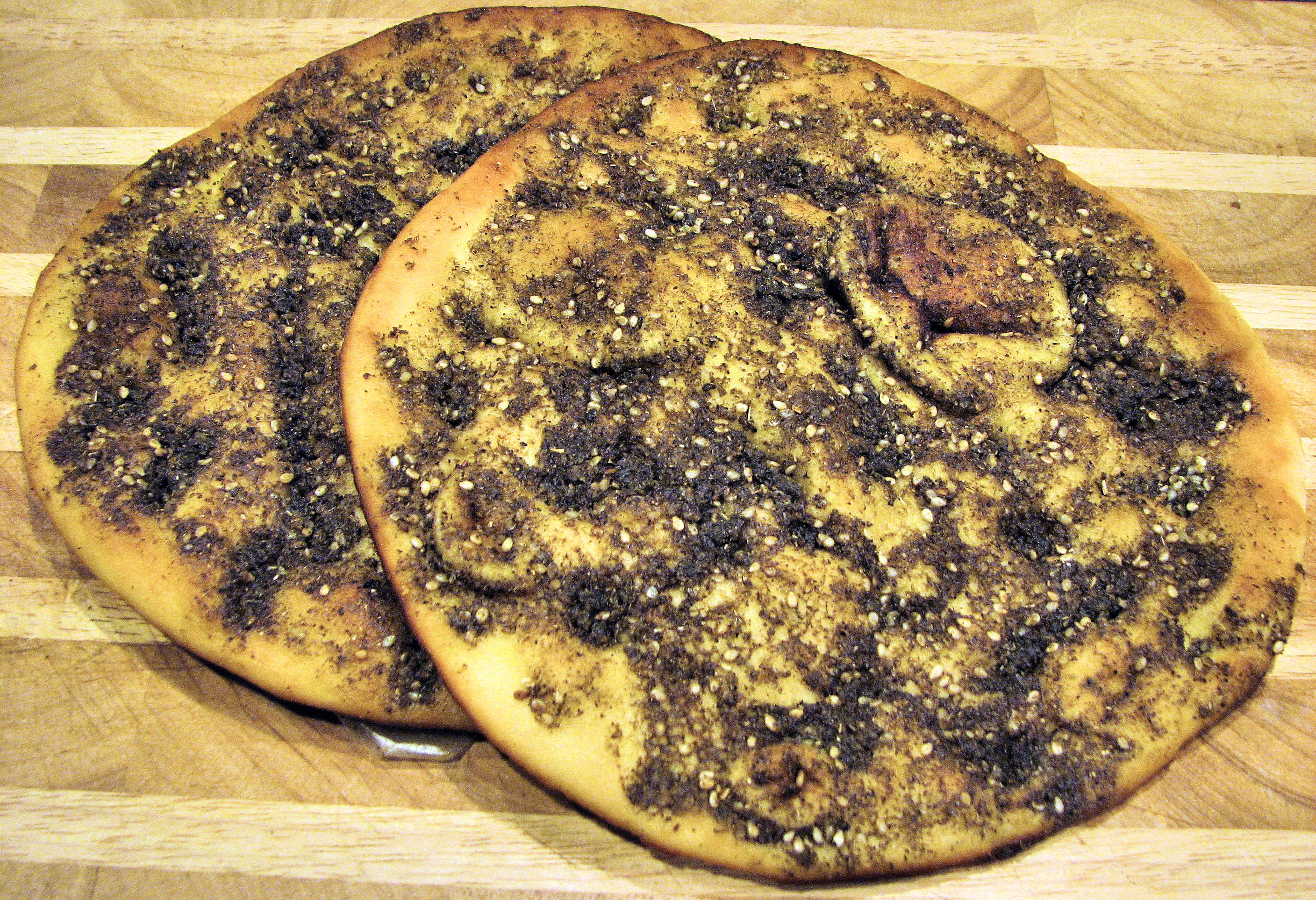
زعتر مناکیش

زعتر را به‌طور سنتی در آفتاب خشک می‌کنند و با نمک، کنجد و سماق مخلوط می‌کنند. معمولاً آن را با پیتا می‌خورند که در روغن زیتون و سپس زعتر آغشته می‌شود. این مخلوط روی پایه خمیری که به صورت نان پخته می‌شود، مناقیش را به وجود می‌آورد. در منطقه خاورمیانه، کعک (نان کنجدی نرم) در نانوایی‌ها و توسط دستفروشان خیابانی با زعتر فروخته می‌شود.
زعتر به عنوان چاشنی گوشت و سبزیجات استفاده می‌شود یا روی حمص پاشیده می‌شود. همچنین با ماست چکیده و نان و روغن زیتون برای صبحانه مصرف می‌شود که بیشتر در اردن، فلسطین، اسرائیل، عربستان سعودی، سوریه و لبنان و همچنین جاهای دیگر در جهان عرب مصرف می‌شود.
از گیاه زعتر تازه در بسیاری از غذاها استفاده می‌شود. بورک را می‌توان با مواد مختلفی از جمله زعتر پر کرد. سالادی از برگهای تازه گیاه زعتر در سراسر شام محبوب است. دستور غذا ساده است و شامل آویشن تازه، پیاز ریز خرد شده، سیر، آب لیمو، روغن زیتون و نمک است.
یک نوشیدنی سنتی در عمان چای زعتر است. در این چای زعتر در آب جوش خیسانده می شود تا یک چای گیاهی درست شود. 